# حجر (السبرة)

تعديل مصدري - تعديل

حجر هي إحدى قرى عزلة الأبروة بمديرية السبرة التابعة لمحافظة إب، بلغ تعداد سكانها 822 نسمة حسب تعداد اليمن لعام 2004.